# Stephen Morehouse Avery
Pour les articles homonymes, voir Avery.
Stephen Morehouse Avery est un scénariste américain né le 20 décembre 1893 à Webster Groves (Missouri) et mort le 10 février 1948 à Los Angeles (Californie).

## Filmographie
- 1934 : The Pursuit of Happiness de Alexander Hall
- 1934 : L'Ange du port (en) de William Cameron Menzies et George Somnes (en)
- 1935 : Le Gai Mensonge de William Wyler
- 1935 : Notre petite fille de John S. Robertson
- 1936 : L'Enchanteresse de Clarence Brown
- 1936 : Les Chemins de la gloire de Howard Hawks
- 1936 : One Rainy Afternoon de Rowland V. Lee
- 1936 : Song and Dance Man de Allan Dwan
- 1937 : Kidnappez-moi, Monsieur ! de Edward H. Griffith
- 1938 : Une enfant terrible de Ray Enright
- 1939 : Premier Amour (First Love) de Henry Koster
- 1939 : Rio (en) de John Brahm
- 1941 : Femmes adorables (Four Mothers) de William Keighley
- 1942 : Si Adam avait su... de Elliott Nugent
- 1947 : Le Repaire du forçat de Jean Negulesco
- 1948 : La Course aux maris de Don Hartman
- 1948 : The Woman in White de Peter Godfrey